# 2020 OY4
2020 OY4とは、2020年7月28日に地球から21,850マイル (35,160 km)の距離で接近した地球近傍天体（NEO）として分類されている小惑星である。飛行速度は毎秒12.4キロメートル (7.7 mi)である。2020 OY4の大きさは車と同程度で、地球に影響を与えるリスクはないが、地球の赤道から35,785キロメートル (22,236 mi)離れた静止軌道を通過した。
2020 OY4は、2020年7月26日にアリゾナ州ツーソンの北東に位置するサンタカタリナのレモン山サーベイが発見した。2055年7月30日には、月よりも近い距離で200,000キロメートル (124,000 mi)以上の距離で接近すると予測されている。